# Oquillas
Oquillas település Spanyolországban, Burgos tartományban.  Lakosainak száma 49 fő (2024).

## Népesség
A település népessége az utóbbi években az alábbiak szerint változott:
| Lakosok száma | 77   | 74   | 76   | 64   | 61   | 63   | 59   | 53   | 48   | 49   |
|               | 2001 | 2004 | 2006 | 2009 | 2011 | 2014 | 2016 | 2019 | 2021 | 2024 |